# Úszás a 2015. évi nyári universiadén
A 2015. évi nyári universiadén az úszásban összesen 42 versenyszámot rendeztek. Az úszás versenyszámait június 4. és 11. között tartották.

## Éremtáblázat
| #        | Ország                    | Arany | Ezüst | Bronz | Összesen |
| 1.       | Amerikai Egyesült Államok | 15    | 10    | 9     | 34       |
| 2.       | Japán                     | 5     | 7     | 9     | 21       |
| 3.       | Oroszország               | 5     | 2     | 4     | 11       |
| 4.       | Kína                      | 4     | 2     | 0     | 6        |
| 5.       | Olaszország               | 3     | 9     | 6     | 18       |
| 6.       | Ausztrália                | 2     | 2     | 7     | 11       |
| 7.       | Brazília                  | 2     | 1     | 0     | 3        |
|          | Ukrajna                   | 2     | 1     | 0     | 3        |
| 9.       | Nagy-Britannia            | 1     | 2     | 2     | 5        |
| 10.      | Fehéroroszország          | 1     | 1     | 1     | 3        |
| 11.      | Kazahsztán                | 1     | 0     | 1     | 2        |
| 12.      | Kanada                    | 1     | 0     | 0     | 1        |
|          | Szerbia                   | 1     | 0     | 0     | 1        |
|          |                           |       |       |       |          |
| 14.      | Csehország                | 0     | 2     | 1     | 3        |
| 15.      | Írország                  | 0     | 1     | 1     | 2        |
| 16.      | Hongkong                  | 0     | 1     | 0     | 1        |
| 17.      | Dél-Korea                 | 0     | 1     | 0     | 1        |
|          |                           |       |       |       |          |
| 18.      | Szlovákia                 | 0     | 0     | 1     | 1        |
| Összesen | Összesen                  | 43    | 42    | 42    | 127      |

## Férfi
| versenyszám     | arany                                                                                      | ezüst                                                                                 | bronz                                                                        |
| 50 m gyors      | Yauhen Tsurkin (Fehéroroszország)                                                          | Hernique De Souza Martins (Brazília)                                                  | Paul Powers (USA)                                                            |
| 100 m gyors     | Henrique De Souza Martins (Brazília)                                                       | John Peet Conger (USA)                                                                | Marco Belotti (Olaszország)                                                  |
| 200 m gyors     | Reed Malone (USA)                                                                          | Clay Youngquist (USA)                                                                 | Jacob Hansford (Ausztrália)                                                  |
| 400 m gyors     | Jay Steven John Lelliott (Nagy-Britannia)                                                  | Jack McLoughlin (Ausztrália)                                                          | Reed Malone (USA)                                                            |
| 800 m gyors     | Sergii Frolov (Ukrajna)                                                                    | Jay Steven John Lelliott (Nagy-Britannia)                                             | Ayatsagu Hirai (Japán)                                                       |
| 1500 m gyors    | Ayatsugu Hirai (Japán)                                                                     | Sergii Frolov (Ukrajna)                                                               | Kohei Yamamoto (Japán)                                                       |
| 10 km nyílt víz | Anton Evsikov (Oroszország)                                                                | Matteo Furlan (Olaszország)                                                           | Mario Sanzullo (Olaszország)                                                 |
| 50 m mell       | Caba Siladi (Szerbia)                                                                      | Andrea Toniato (Olaszország)                                                          | Dmitrij Balandin (Kazahsztán)                                                |
| 100 m mell      | Dmitrij Balandin (Kazahsztán)                                                              | James Alexander Hanson Wilby (Nagy-Britannia)                                         | Craig Harry Banson (Nagy-Britannia)                                          |
| 200 m mell      | Joshua Prenot (USA)                                                                        | Kazuki Kohinata (Japán)                                                               | Craig Harry Benson (Nagy-Britannia)                                          |
| 50 m hát        | Junya Hasegawa (Japán)                                                                     | Stefano Mauro Pizzamiglio (Olaszország)                                               | Nikita Ul'yanov (Oroszország)                                                |
| 100 m hát       | Junya Hasegawa (Japán)                                                                     | Christopher Ciccarse (Olaszország)                                                    | John Peet Conger (USA)                                                       |
| 200 m hát       | Jacob Pebley (USA)                                                                         | Keita Sunama (Japán)                                                                  | Andrei Shabasov (Oroszország)                                                |
| 50 m pillangó   | Henrique De Souza Martins (Brazília)                                                       | Yauhen Tsurkin (Fehéroroszország)                                                     | Piero Codia (Olaszország)                                                    |
| 100 m pillangó  | Evgeny Koptelov (Oroszország)                                                              | Piero Codia (Olaszország)                                                             | Yauhen Tsurkin (Fehéroroszország)                                            |
| 200 m pillangó  | Evgeny Koptelov (Oroszország)                                                              | Yuya Yajima (Japán)                                                                   | Masayuki Umemoto (Japán)                                                     |
| 200 m vegyes    | Justin James (Ausztrália)                                                                  | Joshua Prenot (USA)                                                                   | Keita Sunama (Japán)                                                         |
| 400 m vegyes    | Jay Litherland (USA)                                                                       | Joshua Prenot (USA)                                                                   | Keita Sunama (Japán)                                                         |
| 4x100 m gyors   | Amerikai Egyesült Államok Matthew Ellis Michael Wynalda John Peet Conger Seth Stubblefield | Japán Reo Sakata Kosuke Matsui Takumi Komatsu Toru Maruyama                           | Oroszország Ivan Kuzmenko Oleg Tikhobaev Alexander Tikhonov Mihail Poliscsuk |
| 4x200 m gyors   | Amerikai Egyesült Államok Clay Youngquist Reed Malone Michael Wynalda Kyle Whitaker        | Ausztrália Jacob Hansford Travis Mahoney Jack McLoughlin Justin James                 | Japán Naito Ehara Reo Sakata Katsuhiro Matsumoto Takumi Komatsu              |
| 4x100 m vegyes  | Oroszország Andrei Shabasov Oleg Kostin Evgeny Koptelov Mihail Poliscsuk                   | Amerikai Egyesült Államok Jacob Pebley Daniel MacDonald Matthew Josa John Peet Conger | Japán Junya Hasegawa Kazuki Kohinata Masayuki Umemoto Toru Maruyama          |

## Női
| versenyszám     | arany                                                                                  | ezüst                                                       | bronz                                                                                    |
| 50 m gyors      | Rozaliya Nasretdinova (Oroszország)                                                    | Elizaveta Bazarova (Oroszország)                            | Holly Barratt (Ausztrália)                                                               |
| 100 m gyors     | Shannon Vreeland (USA)                                                                 | Abbigail Weitzeil (USA)                                     | Ami Matsuo (Ausztrália)                                                                  |
| 200 m gyors     | Shannon Vreeland (USA)                                                                 | Wang Shijia (Kína)                                          | Martina de Memme (Olaszország)                                                           |
| 400 m gyors     | Leah Smith (USA)                                                                       | Lindsay Vrooman (USA)                                       | Martina de Memme (Olaszország)                                                           |
| 800 m gyors     | Lindsay Vrooman (USA)                                                                  | Martina Rita Caramignoli (Olaszország)                      | Kiah Melverton (Ausztrália)                                                              |
| 1500 m gyors    | Martina Rita Caramignoli (Olaszország)                                                 | Lindsay Vrooman (USA)                                       | Kiah Melverton (Ausztrália)                                                              |
| 10 km nyílt víz | Arianna Bridi (Olaszország)                                                            | Ilaria Raimondi (Olaszország)                               | Stephanie Peacock (USA)                                                                  |
| 50 m mell       | Mariia Liver (Ukrajna)                                                                 | Fione Doyle (Írország)                                      | Martina Carraro (Olaszország)                                                            |
| 50 m mell       | Mariia Liver (Ukrajna)                                                                 | Fione Doyle (Írország)                                      | Emma Reaney (USA)                                                                        |
| 100 m mell      | Mina Matsushima (Japán)                                                                | Lillia King (USA)                                           | Fione Doyle (Írország)                                                                   |
| 200 m mell      | Keiko Fukudome (Japán)                                                                 | Reona Aoki (Japán)                                          | Martina Moravcikova (Csehország)                                                         |
| 50 m hát        | Holly Barratt (Ausztrália)                                                             | Au Hoi Shun Stephanie (Hongkong) Yu Hyounji (Dél-Korea)     | -                                                                                        |
| 100 m hát       | Kylie Jacqueline Masse (Kanada)                                                        | Elizabeth Pelton (USA)                                      | Rachel Bootsma (USA)                                                                     |
| 200 m hát       | Lisa Bratton (USA)                                                                     | Simona Baumrtova (Csehország)                               | Yuka Kawayoke (Japán)                                                                    |
| 50 m pillangó   | Lu Ying (Kína)                                                                         | Svetlana Chimrova (Oroszország)                             | Holly Barratt (Ausztrália)                                                               |
| 100 m pillangó  | Lu Ying (Kína)                                                                         | Elena di Liddo (Olaszország)                                | Katarina Listopadova (Szlovákia)                                                         |
| 200 m pillangó  | Zhou Yilin (Kína)                                                                      | Alessia Polieri (Olaszország)                               | Hali Flickinger (USA)                                                                    |
| 200 m vegyes    | Zhang Sishi (Kína)                                                                     | Madisyn Cox (USA)                                           | Ellen Fullerton (Ausztrália)                                                             |
| 400 m vegyes    | Sarah Henry (USA)                                                                      | Barbora Zavadova (Csehország)                               | Hali Flickinger (USA)                                                                    |
| 4x100 m gyors   | Amerikai Egyesült Államok Abbigail Weitzeil Shannon Vreeland Madeline Locus Lia Neal   | Japán Yui Yamane Yasuko Miyamoto Aya Sato Mari Sumiyoshi    | Oroszország Polina Lapshina Margarita Nesterova Elizaveta Bazarova Rozaliya Nasretdinova |
| 4x200 m gyors   | Amerikai Egyesült Államok Leah Smith Hali Flickinger Chelsea Chenault Shannon Vreeland | Kína Wang Shijia Zhang Jiaqi Zhou Yilin Zhang Sishi         | Japán Aya Takano Yui Yamane Asami Chida Yasuko Miyamoto                                  |
| 4x100 m vegyes  | Olaszország Carlotta Zofkova Ilaria Scarcella Elena di Liddo Laura Letrari             | Japán Miki Takahashi Mina Matsushima Rino Hosoda Yui Yamane | Amerikai Egyesült Államok Elizabeth Pelton Lillia King Felicia Lee Shannon Vreeland      |